# 美國高等教育
美國高等教育泛指美國高中生在畢業後所接受的各種教育。這些教育都由不同類型的高等學府提供。美國很多大學也有很濃厚的研究氣氛及不同的教研成果，故每年都吸引了不少國際師生前來工作或求學。 全美高等院校種類繁多，公、私立大學、文理學院及社區學院各擔當不同的角色。現時，網上教育（如大規模開放在線課堂）、職業訓練為本課程、學費及學生負擔的加大，為美國高等教育的熱門討論話題。

## 基本數據
直到2010年，全美有4500所能夠提供學士課程的合法教育機構：2774所為四年制、1721所為兩年制； 高等教育學生人數為兩千零三十萬，約佔了整體人口的5.7%，當中的一千四百六十萬人為全職學生。2006年的報告指，有19.5%的成年人曾接受高等教育但未能取得學士學位證明；持有學士證明的則為17.1%；另有7.4%的有副學士證書；9.9%的有專業學位證書（醫、法等）。

## 機構種類

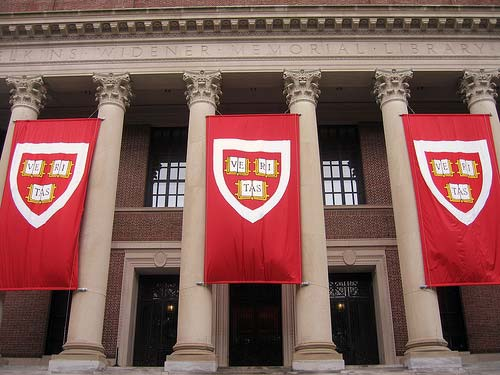
綜合型的哈佛大學。

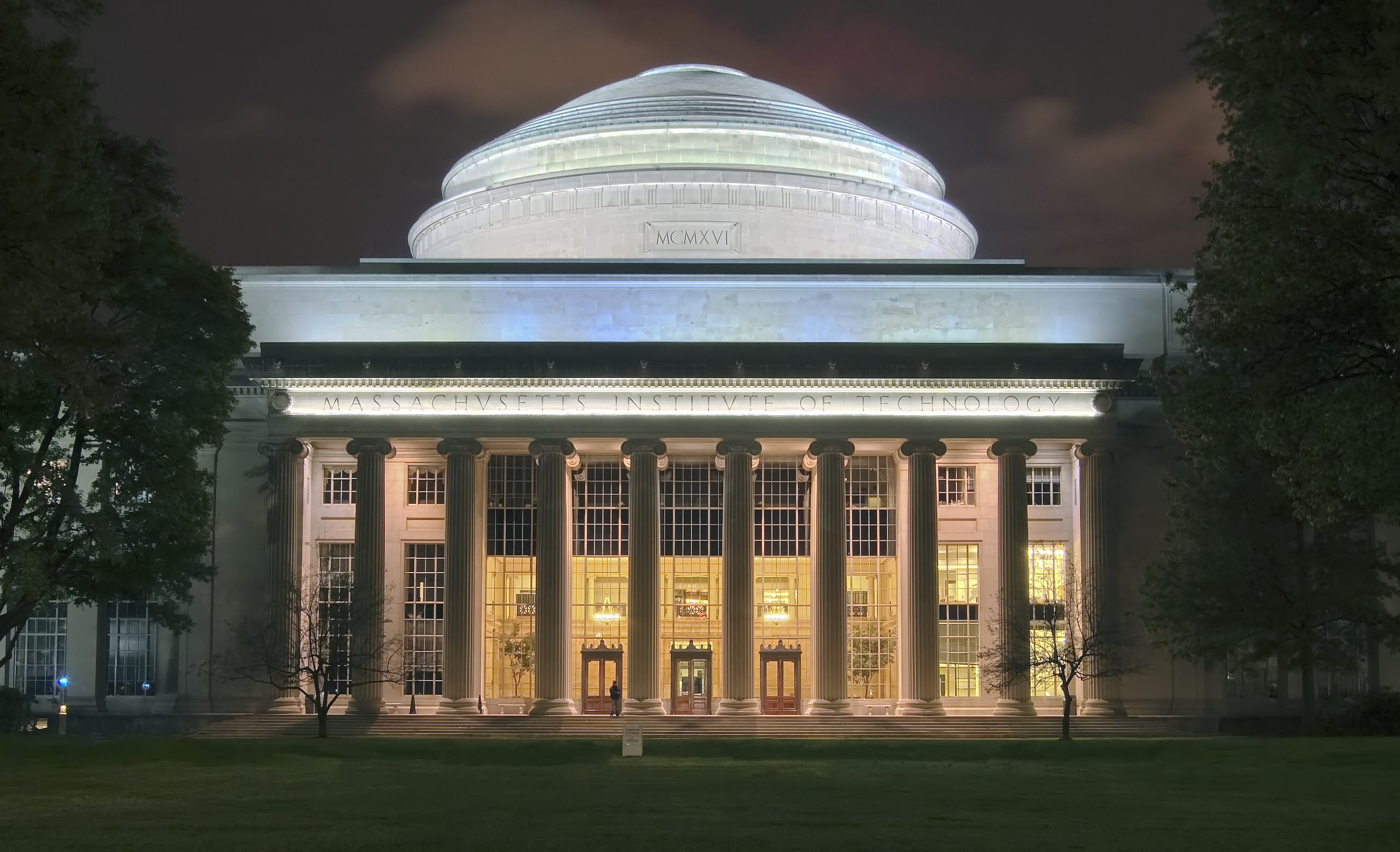
以理工技術為本的麻省理工學院。

全美有多種類型的公、私立大專院校，它們有不同的教學焦點。有些為職業訓練或理工技術為本，另一些則重視人文教育，也有很多是結合上述各類別的學術領域，為綜合型高校。
在美國，“學院”（Colleges）主要有三種。一是指隸屬於大學的本科教育機構（如：哈佛學院  及耶魯學院 ）；第二類為只重視本科教育的文理學院；而第三類則為社區學院。在上述學院中，大學本科學院與文理學院的課程主要為四年制，畢業生亦會獲賦予學士學位證明（Bachelor's degree），而社區學院的課程卻主要（但非一定）為兩年制，修讀的學生最終會獲副學士證明（Associate's degree）。這些都是美國主要的本科教育，惟副學士的學歷要比學士的低。 另外在少數情況下，一字亦指大學裡的學術學院（如普渡大學的農業學院 ）。
美國的社區學院（Community colleges）主要提供兩年制的課程。它們的學生通常也稱為副學士學生。學生需在校期間有良好成績，方可接駁轉上四年制的大學本科學院或文理學院的課程，多數只需再多花兩三年的時間修畢相關學士課程。其他的學生則會踏入職場。

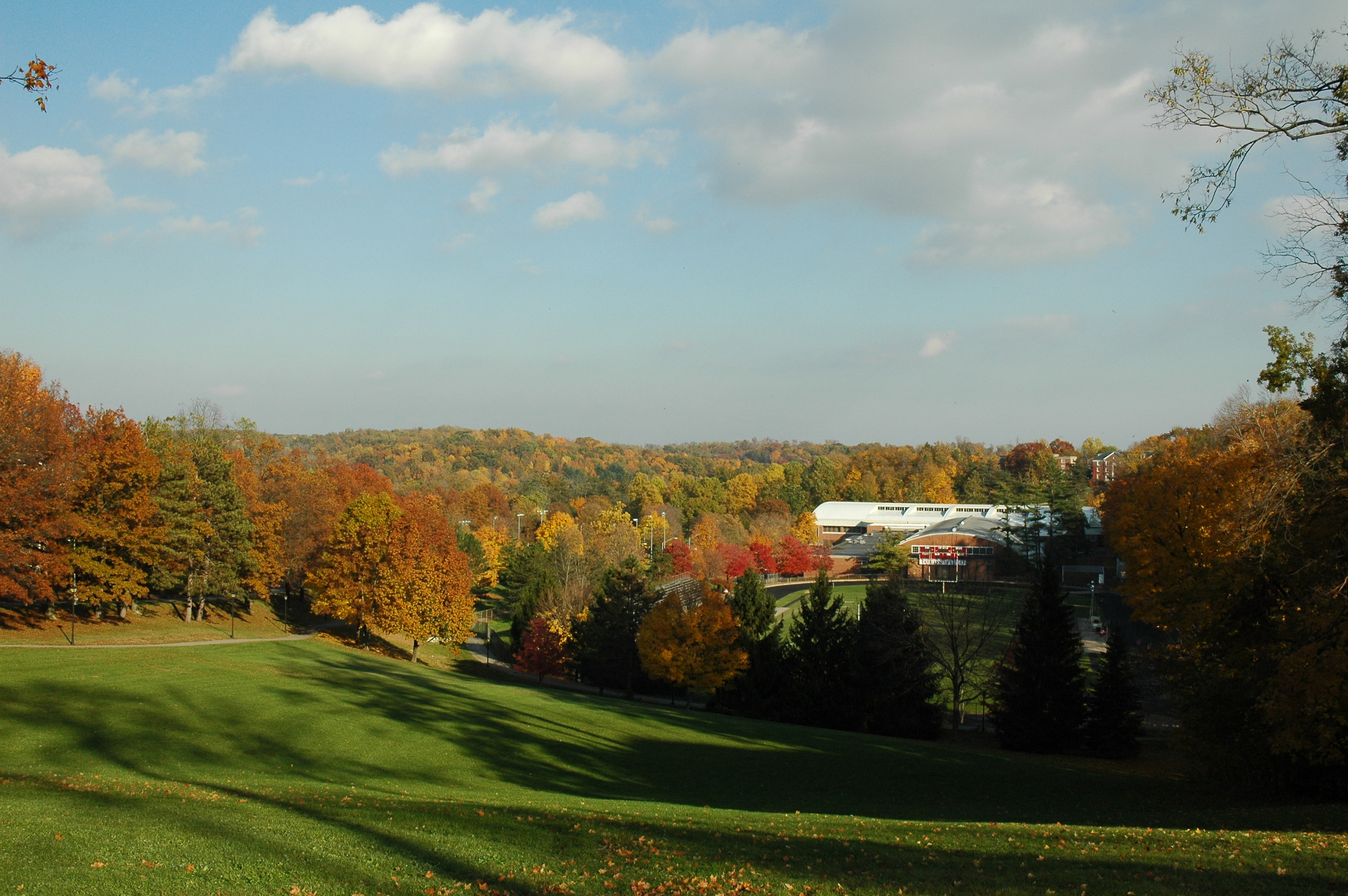
重視博雅教育的丹尼森大學。

那些四年制、重視博雅教育（人文思想為本教育）亦不遞屬任何大學的本科教育機構，在美國稱之為“文理學院”(如丹尼森大學)。這些學院以師生互動教學模式為主，且亦沒有任何研究院及相關課程（此特點也是它們與研究型大學的最大分別），但會將一部分的資源投放在教育研究項目裡。它們的班別規模也相對較小，因此有較高的住宿率及師生比。大多數文理院的課程均由院方教師自己親自教授，而絕少依賴高年級學生等助教。全美文理學院以私立為主，只有一小部分的為公立。
美國的綜合型大學（Universities）則是泛指那些擁有本科生與研究生學院的研究型高校。不過，因歷史因素，某些美國“大學”仍保留了“學院”一詞作為其名字（如威廉與瑪麗學院）；另一些採用了歐洲理工大學辦學模式的美國技術性大學則稱為，在中文翻譯上也是“學院”（如麻省理工學院   和 加州理工學院 ）。剩餘的大多都已經稱之為“大學”。它們除了學士課程，還會提供碩士及博士研究生課程。卡內基高等教育組織分類系統將碩士課程的提供列作“大學”的基本準則。 大學的本科教育與文理院所提供的課程一樣，大致上都停留在文學及理學層面，這是因為美國很多專業學科（如大部分醫學院的課程）均只接受本科畢業生報讀。
不少大學也擁有專業學術學院（Professional Schools），為想從事某專業領域的學生提供各類課程。典型例子包括醫學院、法學院等。美國不少的專業學院課程均只接受學士畢業生報讀，而非高中畢業生（故它們亦被稱之為研究生院 ）。在美國，區分大學裡的本科生部及這些專業學院的方法為命名方式：前者通常叫  而後者則為 ，但它們在中文上的稱呼則都是“學院”（ 有時亦被譯作“書院”）。再者，美國的大學大多都以來命名其學術學院，而很少採用其他國家的一字。
不過，正如上述曾提及，有一小部分的大學仍將這些學術學院命名為。例子包括前面提及的普渡大學。普渡的農業學院及工程學院均以為名。前者再細分多個部門而後者卻分拆成不同的小學院，在這情況下，為一所大學術學院而卻成為了遞屬於前者的一部分。
除此，某些仿照歐洲書院聯邦制模式的美國大學，也將作為其本科生住宿院的名稱。例子包括現有12所住宿書院（或叫住宿學院；）的耶魯大學。

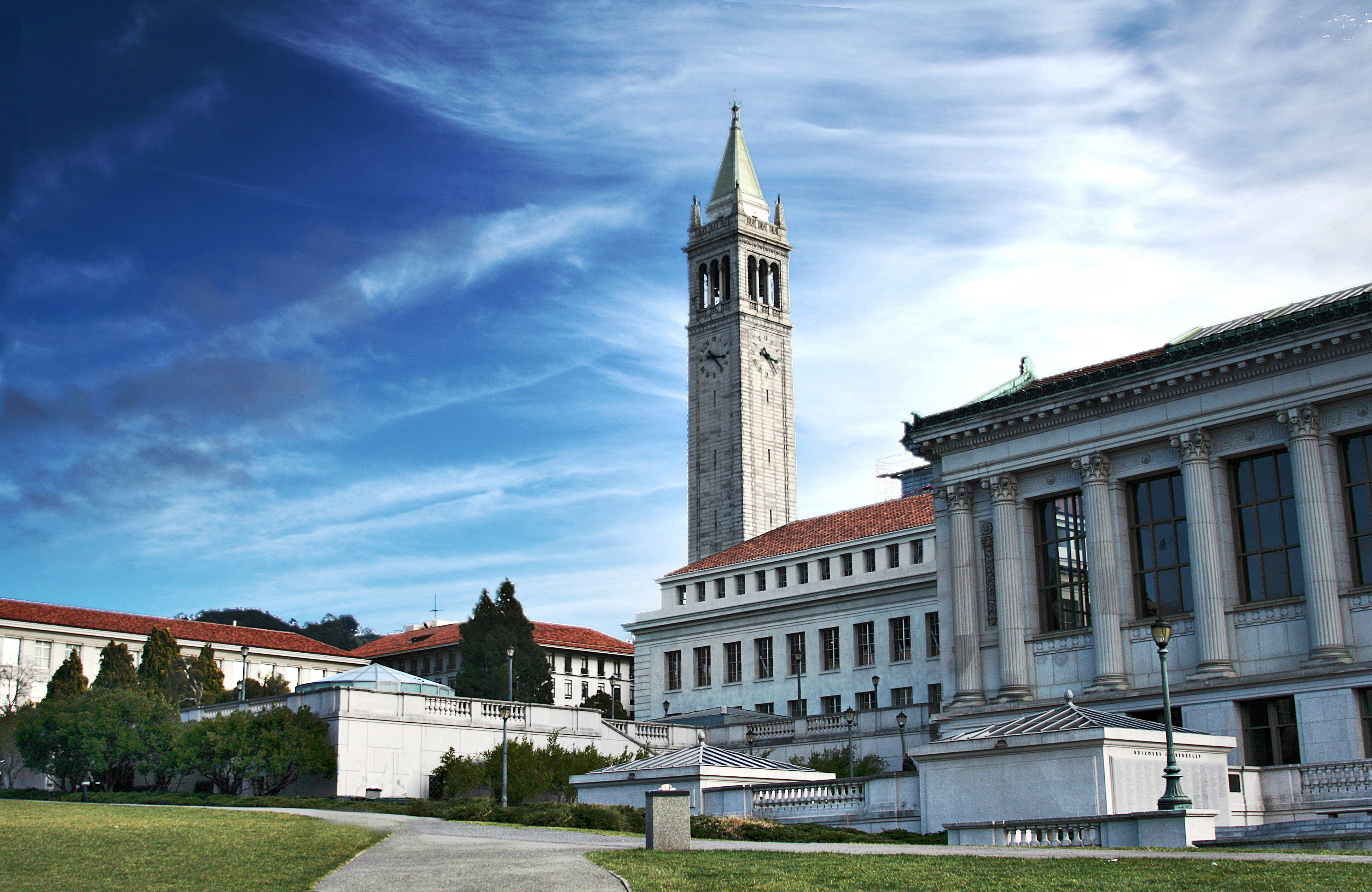
為公立的伯克萊加州大學的中央建築物——薩瑟塔鐘樓。

美國的大學採用權力分散制度。公立大學只遞屬於其所在的州份，該州份的學生所需要繳納的學費也較非本州生的要低。2002年本州生念公立大學的學費平均為每年 $4081 美元，而非本州生則為 $18,273 美元。 除了某些官方學術成員，美國聯邦政府沒有權力直接管治公立大學，但可以給予聯邦補助。 這些大學均為州際學校網絡的一員，每個州至少開辦一所公立學校。如加州的公立學校就包括：共有11個校區的加州大學、23個校區的加利福尼亞州立大學及109個校區的加州社區學院。
美國的私立大學數量亦頗多。有些與某些宗教組織（如基督教、天主教）有聯繫，故會向其學生提供該宗教課程。相反，有些則為宗教自由學府，不硬性要求學生修讀宗教課程。神學院則旨在為教會培訓新一代的聖職人員。
幾乎所有的美國大學均需它們的學生繳納學費。不過這裡也有兩個例外：一是美國的五所聯邦補助國立軍校；二是某些學校自己將免費課程作其教學理念之一（如柯柏聯盟學院）。公立大學的學費因有州政府及當地居民補助而一般比私立的少。大學生可以透過參加獎學金計劃來減輕學費的負擔。某些州政府也有設立州際獎學金計劃供學生選擇，例子有喬治亞州的希望獎學金資助及佛羅里達州的光明未來獎學金計劃。
許多美國大學每年均會收到捐款回贈。這些回贈大多都由該校的校友提供。一份由美國國家學院及大學經濟研究部於2007年所發表的報告顯示，在2006年全年收到的回贈金額位列首765位的院校，合共有三千四百億美元的資金。當中，哈佛大學所獲得的金額長期位列第一。
除此，美國各地區的學院或大學也會組成不同的高校聯盟或建立共同的大學評核組織。高校聯盟的例子包括常春藤盟校，而評核組織則有新英格蘭學校聯會。聯盟組織旨在加強相關學校的學術及體育競賽交流，而評核組織的目的則為審核有關地區各學校的教育質素。

## 發展歷史

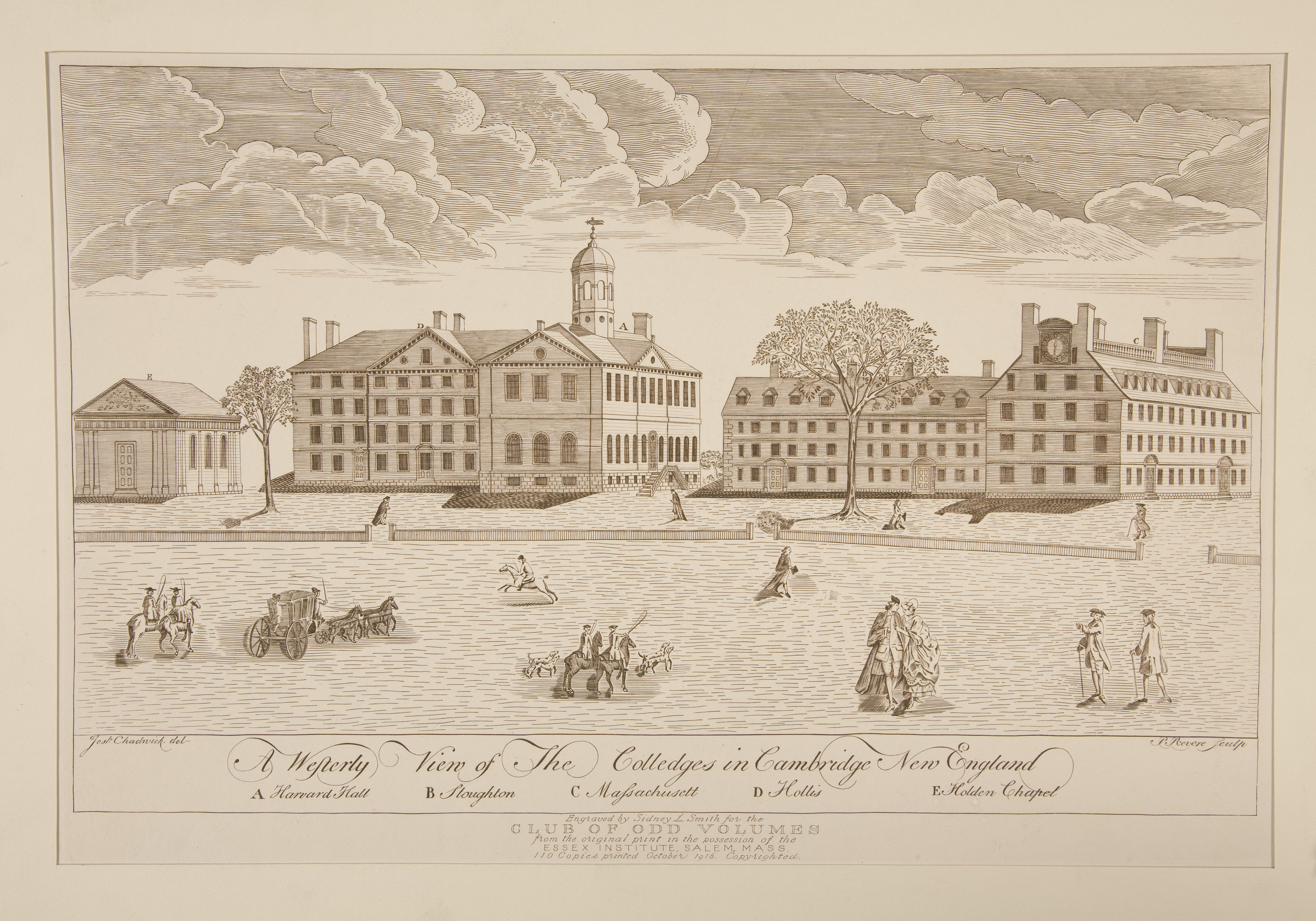
1767年保羅·列維爾筆下的哈佛學院，全美第一所高等教育機構。

### 早期學院發展
美國很多早期的學院均是在宗教管治年代中建立，它們大多都旨在培養新一代的聖職人員。哈佛學院是全美第一所高等教育機構。學院於1636年由當時的殖民地立法機關通過議案成立，成立的資金主要來自於當地政府的庫房。不過，哈佛早期也有自己籌備捐款。學院初初著力於培養新的宗教人員，亦因此得到很多其他清教地區的支持。1693年，威廉與瑪麗學院由弗吉尼亞州政府在動用了煙草稅收及所得的捐款後立案成立，學院由當時英國國教會的部長詹姆斯·布萊爾帶領，其任職長達50年之久。威廉學院亦贏得了很多當時同時也是國教成員的弗吉尼亞紳士的支持，並在早期培養了眾多律師及政治家。耶魯學院隨後於1701年成立，並於1716年遷至現在的所在地康乃狄克州紐哈芬市。此學院之所以會成立，主要是因為當時康乃狄克州的保守派宗教人員不滿哈佛的神學教育模式愈趨自由，故渴望透過建立一所新的宗教學院來保留固有的傳統。接著在1747年，當時的新澤西州學院（與現在的新澤西州學院毫無關係）正式成立，學院後改名為普林斯頓大學。羅德島學院最初由數名浸信會成員於1764年建立，學院後也跟上述的教育機構一樣發展成大學——現在的布朗大學。布朗是於1804年正式改名為“大學”的，而其也很歡迎當時有其他信仰的年輕人前來報讀。與此同時，其他現在著名的高校也一一落成。早在1746年，英國國教會還在紐約市透過皇家特許狀建立了紐約英皇學院（又譯“國王學院” ），學院由院長塞繆爾·約翰遜一力承擔教務工作。可是，該機構在美國革命期間被逼關閉，但在後來又於1784年以“哥倫比亞學院”的名稱重開。同樣地，學院後發展成為了現在的哥倫比亞大學。另外，就在普林斯頓大學的前身舊有的新澤西州學院成立後2年（1749年），本傑明·富蘭克林及其他一些具有強烈本土意識的費城領袖共同建立了賓夕法尼亞學院，學院的成立目的與別的不一樣，其並不是旨在培養新教會成員，而是作為一所本地的慈善學校。 1791年學院也改名成了賓夕法尼亞大學。美國歸正會於1766年成立的皇仁學院（又譯“皇后學院” ）後發展成現在的羅格斯大學。1769年成立、最初以教育美國本土人為辦學理念的達特茅斯學院，則繼續保留了其“學院”的名稱，它於1770年搬遷到現在的新罕布什爾州漢諾威市校址。

### 早期的課程
早期，所有這些學校的規模都很小，課程的類型及數目亦非常有限，主要都是文理本科教育，很多學院同時有開辦預科班學校。學生都需學習希臘文、拉丁文、幾何、古代歷史、邏輯、道德、修辭學等。獨立自主思考及創新思想是不獲鼓勵或嘉許的。反之，招收傳單的學習模式卻獲得讚賞。學院的院長通常也會施以嚴厲的管教。不過，高年級生也以暗中欺負新生為樂。初期，大部分學院的學生都不滿17歲，他們大多也都是神職人員的兒子。當時沒有正規的體育比賽項目或文學聯誼會，可是學生之間的文學社團活動卻很頻密。雖然當時的學費都很低，但那時也並沒有獎學金計劃。學生畢業後，最理想的職業也莫過於教會領袖、律師及老師。
美國的醫學和法學這兩個專業的教育在殖民地時期的發展並不一樣。殖民地時期的美國並沒有一個正規的法學院，不過它的教育模式卻很完善。定期會有一批法學生能遠赴當時著名的英格蘭律師學院學習，而其他的則留在美國跟著一些在職律師以師徒的模式學習進修。 相反，殖民地時期的醫學教育卻處於剛起步的狀態。在18世紀裡，只有117名美國醫科生在愛丁堡的醫學院裡畢業，剩餘的醫生都是從他們的師傅那裡獲得知識。 到了18世紀末，某些本地的醫學院才相繼落成，這裡包括1765年成立的費城醫科學校及1767年的英皇學院醫學部（現在的哥倫比亞大學醫學院）。費城醫科學校後在1791年與當地的一所大學合併，而英皇學院醫學部則在1770年頒發了美國首個醫科生畢業證明——“醫學士”（M.D.）的銜頭。

### 早期高等教育的影響
美國這些早期的大專教育雖不完善，但也有一定的功用。總結數本著作寫道美國19世紀的大專院校所起的主要功用：一是那些小的學院能成功將學生由思想簡單的農夫教育成見識廣博的都市人；二是它們因著力於為教會孕育新一代的領袖而為國家培養了不少社區領導者；三是那些名望較高的學府（如哈佛學院）雖對基層學生貢獻不大，但卻能進一步對達官貴人的子弟進行精英培訓。

## 招生過程
美國高中生一般會採用名為“通用入學申請”（The Common Application）的網上系統來報讀心儀的大學本科課程。系統沒有限制申請的數量，但學生需向每個已選擇的大學遞交一系列的文件與證明書，方算完成一個有效申請。這些包括：公開考試的成績證明（SAT/ACT）、入學申請表格、自薦與推薦信等，而來自別的大學的轉校生，則還需附上現就讀學府的  證明。 國際生也需附上托福（TOEFL）考試成績。美國很多大學也設有早期收生計劃（Early Admission）。學生可以預早在畢業前就向有關院校遞交入學申請。也有報告指出，近幾年使用早期報名方法的學生人數有上升的趨勢。

## 海外升學
根據聯合國教科文組織的報告，美國是最多國際生選擇前往接受高等教育的地方。2012全年約有19%決定要到海外的高中畢業生遠赴美國升學，領先於佔了11%、位列第二的英國。 2008-09年期間，全球有 671,616名學生選擇了前往美國就學， 到了2010-11年，此數據已經上升至 723,277人。這當中，來自中國的海外生人數最多，有 157,558名。 一份報告也指出，儘管美國這幾年學生所需花的高等教育經費有過分上升的趨勢，但美國因有良好的學費補助及財政援助計劃而仍是眾多學生理想的升學地點。
至於美國本地的學生升學情況，他們也有一部分人選擇到海外升學。2007-08年期間，有 262,416名美國本地生選擇報讀外國大學的課程。當中以前往歐洲的人數最多，有逾 140,000人。

## 資金資助
美國無論是公立還是私立的高等教育機構，都有提供兩類的資金資助計劃：一是補助計劃（grant programs）；二是貸款計劃（loan programs）。分別是：前者無需學生還款而後者則必須要。一部分是由州政府協助成立的公立高等教育機構所給的這些資助，主要來自於聯邦政府及州政府本身，以及學校自己的一些財款；而全部是由私人機構成立的私立學校所給的資助，則全數由它們自己提供。再者，由獨立的私人機構，如法人機構、基金會等，所給予的援助無論是在公立還是私立學校都可以使用。

### 補助計劃
簡單而言，美國高等教育的補助資助計劃主要分兩類：一是需要性質（need-based）；二是獎勵性質（merit-based）。
需要性質的補助資金是給那些負擔不起高等教育經費的學生，目的在於減少入不敷支的情況。多數州政府都是發放需要性質的補助資金，只有一部分會提供獎勵性質的資金。聯邦政府也有需要性補助資金計劃，供有需要的學生申請，惟申請者需為美國公民。
獎勵性質的補助資金也就是獎學金，是給那些有卓越成就的學生，不論其經濟背景。幾乎所有學校都有提供獎學金，以鼓勵自己的學生專研其學術長處，同時亦能提升學校本身的競爭力。
研究指出，補助資金與報讀人數有著密不可分的關係。美國經濟研究部報告指，補助金提供的多寡與該校學生的報讀率有正比的關係。

### 貸款計劃
貸款計劃也分兩大類：一是公立貸款；二是私立貸款。前者是向政府申請，共有六大計劃項目供選擇；而後者則是向私人機構（如銀行，信用機構，貸款機構等等）申請，通常用以填補前者的不足，因為公立貸款有年計金額的限制。
2012年美國學生的貸款款項超過1萬億美金， 金額超過信用卡貸款。

## 焦點議題

### 高校排名
在美國，每年都有很多組織發表全美大學排名榜單。密西根大學在2010年發表的一份報告也指出，這些高校排名對於大學的申請與報讀人數有著舉足輕重的影響力。當中最受到注目的，是《美國新聞與世界報導》所發表的全美大學排名。
然而，美國亦曾發生過反高校排名事件。教育組織安納波利斯機構在2007年六月十九日的週年會議上，草議向各個成員大學的校長致函，請求他們不要參與美國新聞排名的“聲譽調查”（此部分在有關整體排名的比重為25%）。該機構後表示，在80名校長中，大部分均答應以後不會刻意去參與有關排名調查。不過，此協議起不了法律功效，最終的決定權還是掌握在個別院校的手中。 安納波利斯還表示，大家也同意共同研發一個新的表達方法，向學生家長們展示有關院校的實力與資訊。數據會由多個高等教育組織共同計算提供，並會在網頁上公佈。三天後，美國新聞排名的主編羅伯特·莫爾斯反駁，指有關聲譽排名有着一定的作用與價值，因為它可以顯示統計學數據無法告知的事。一所大學在朋輩與不同行業的雇主之間的聲譽，對該校畢業生以後是否能在市場上取得主要職位，有著密不可分的關係。雖然聲譽調查在本質上是主觀的，但它所取得意見的方法卻是獲得公認的。

### 高等學位的市場價值

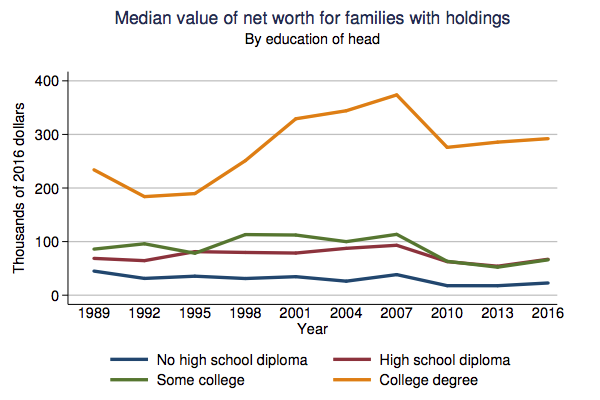
接受不同教育人士的家庭財政狀況（1989-2010年）：藍線為沒有接受過高中教育；紅線為持有高中文憑；綠線為接受過某些學院的教育；黃線為接受過大學本科教育。

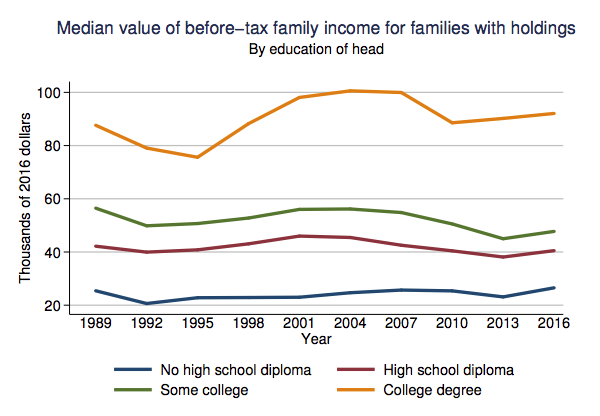
接受不同教育人士的家庭平均收入（1989-2010年）：藍線為沒有接受過高中教育；紅線為持有高中文憑；綠線為接受過某些學院的教育；黃線為接受過大學本科教育。

美國有不少的調查都以高等教育學位所能給予的回報作中心議題。報告顯示，綜合而言自2008年後，學士學位的畢業生投身工作後所收到的回報，比持副學士或高中文憑的學生要高，他們的失業率較低，月薪也較高。當中不同專業的工資也各不相同：唸工程科技及醫療專業的人士平均收到的薪酬，都比修讀文科一類（如：教育及社會學等）的高。
雖說副學士學位平均及長期而言所能給予的回報比學士學位少，但其亦有一定的作用，而且所需投放的學費及資源也相對少得多。新調查報告也指出，現時市場上開始缺乏這一類俗稱“大專”的人士，出現職位空缺的現象。這些職位包括：實驗室助理、幼兒師範、放射治療師等等。

### 社經地位的影響
不少社會因素都會影響學生接受高等教育的機會，家庭的社經地位便是其一。2011年的一份美國國家報告指出，有較高社經地位的學生能修畢整個大學課程的機會比有較低社經地位的多出25%。除此，能否接受研究生教育同樣受到家庭社經地位所影響。2008年報告指，只有11%來自低收入家庭的學生最終取得碩士、法律或醫學學位（美國醫法等專業只供研究生而非高中畢業生報考）；反之，高收入家庭的子弟則有42%能夠取得有關文憑。有評論家亦表示，高等教育所起的脫貧效應似乎越趨減少。 再者，一份2007年的報告指，只有53%的合資格來自低收入家庭的學生，在高中畢業後兩年內有足夠經濟能力去報讀大學課程，相比之下，來自高收入家庭的則有83%。支持此說法的還包括美國國家教育調查中心所給予的報告。其指在2009年，有55%的低收入家庭子弟在高中畢業後就馬上申請大學學位，而來自高收入家庭的卻有84%，中產階層的學生則為67%。 另外，成功申請上財政援助的學生亦有較高的決心入讀大學。由此可見，家庭社經地位確影響著學生入讀高等院校的機會。
社經地位同時還會影響學生在大學裡的表現。2008年的一份報告提及，來自低收入家庭的學生在大學生活中，花較少的時間唸書或與師生交流，而用更多的時間去工作以賺取學費。這當中42%的受訪者表示，他們每週花至少16小時做兼職，當中更有40小時的案例。 相對地，高收入家庭的子弟因為有較多時間停留在學校參與課外活動或交流學習，而對有關院校有較強的歸屬感。

### 種族
種族亦會影響學生在校的狀況。有調查指，為美洲原住民及非裔美國人的學生有較高的退學率，分別都超過50%；而亞裔美國人的比率則最少。2007年的一份報告也提及，有較多的非裔美國人延遲申請大學入學； 美國教育調查中心亦表示，2003-2009年期間，亞裔美國人及白人的直接升學率有顯著的上升，但非裔美國人則沒有。2011年教育狀況調查報告公佈研究結果，結果顯示在所有美國大學生中，大約有63%為白人，只有14%為非裔美國人，拉丁裔美國人更只有12%。

### 非法居留
在美國，每年約有六萬五千名非法居留人士從高中畢業。他們在美國定居超過五年，多半是從小跟他們的父母前來。因此，應該給予這些學生什麼樣的權利成為了美國政府的一大難題，特別是當他們要開始接受高等教育的時候。拉斯維加斯內華達大學一份在2010年發表的文章中寫道：“為達致社會正義及公平，而讓非法居留學生接受高等教育及以本州居民的身份繳納學費的做法，無疑有利也有弊。支持者覺得，這些學生的潛能是值得培養的，他們將來亦可利用這些能力報答社會。相反，反對者則認為眾人應嚴格遵從移民法，並覺得這些學生的到來會分薄社會資源。這使教育界管理層模棱兩可，因為他們的職責只是教授新一代知識及幫助他們自我完善。”
其實在1996年，美國曾通過了一項禁止各州政府給予非法居留人士各種居民福利的法律，目地是不讓這一類的學生以本州人的身份繳付較為便宜的高等教育學費。然而，不少州政府都對此法律的一些細節提出質疑，並就相關議題制定了自己的一套法案。這些法案主要是以各個學生接受高中教育的時間而不是他們明確居留的時間，作為決定是否讓個別學生以本州居民的身份繳交大學學費的準則。這些法案對非法居留學生而言尤關重要，因為他們實際上即不可以在當地合法工作，又不可以申請政府的財政援助計劃。
還有一項名為的法案曾在2001年進行諮詢，目的是給予非法居留的學生更多的權限，並有意推翻1996年法律。不過，由於意見不一，儘管曾在不同時期於不同的州分推廣，此法案仍未獲得通過。有反對者批評此法案會助長了非法居留，讓非法移民問題惡化，從而令學校出現等級上漲的情形，並加重廣大納稅人的負擔。不過，支持者則從另一面爭論。他們較為重視這些學生的潛能，指讓他們有更大的機會接受高等教育可以為未來的社會培養人才，長遠而言有利於社會發展，因為這些學生有了一定的學歷後就能自力更生，對社會援助的需求也會大大下降。再者，這些父母犯的錯亦不該由子女承擔。給予他們一個脫貧的機會能讓他們對社會更有歸宿感，並更能學會做一名奉公守法的市民。到底此法案是利多還是弊多則難以下結論，亦需要進一步更深入的分析。

## 評論議題

### 高校財政狀況
美國高等院校的財政狀況成為了熱門的評論議題。

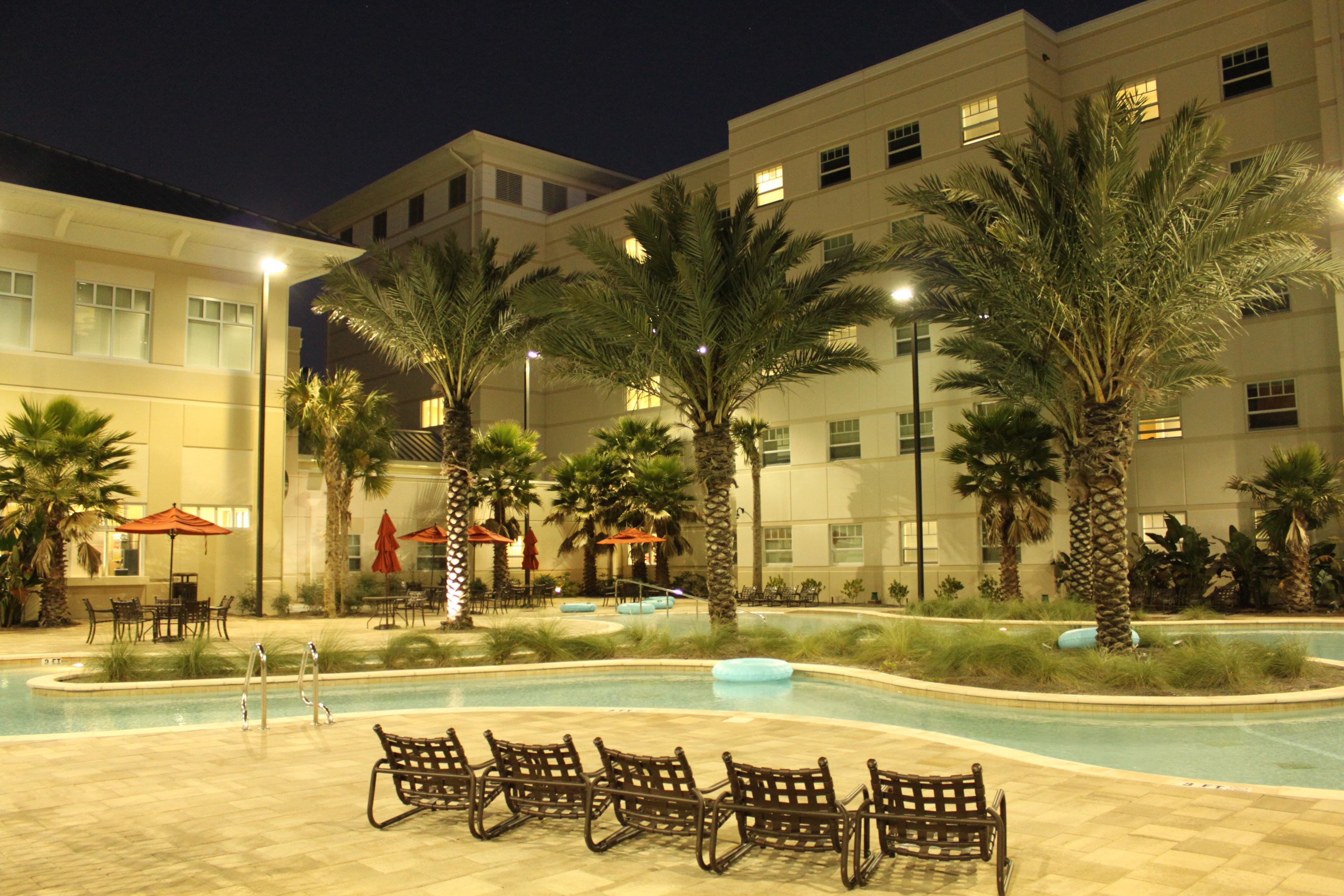
一些奢侈設備的建設被指是本科學費上升的一大原因。

一名俄亥俄州立大學教授曾作出過口頭評論，批評美國高等教育的財政狀況。他指現在的高校學費上漲的速度遠超通脹，而高等教育所能給予的社會生產力卻停滯不前甚至開始下滑。另外，財政援助計劃使學生在經濟上產生依賴，並令教育經費上升。
學者羅伯特·E·賴特預計，除非政府的經濟援助能直接給予學生本人而非相關院校，否則高校的學費會持續上升。
曾有一些社論批評美國的大學不懂得如何管理開支，它們包括《經濟學人》及《高等教育紀事報》。《高等教育紀事報》指出，不少大學均建設一些花俏而又不合實際用途的設施（如一些奢侈的餐飲設備及宿舍包間），使教育成本不合理地上升。《經濟學人》進一步指，一些二線而又渴望成為常春藤校的大學，過於將財政資源用於追求學術研究成果而忽略了本科教育，學校整體的配套亦追不上最新的科技發展及新教育模式。

### 營利性教育問題
近年來美國的營利學校有不斷上升的趨勢。這當中要數鳳凰城大學的規模最大，它在全國已收到了四十萬的入學申請。這一類的學府每年大約招攬了整體學生人數的9%，並用去了36%的聯邦政府教育經費支助。以鳳凰城大學為例，校方共有88%的收入是來自這些政府支援，非常接近規定的上限（即90%）。有評論員指，這一類的學校過分依賴政府的資金，但自己本身的學生畢業率卻又不高，而且校友亦因無法獲得高薪職業，而遲遲未能償還政府的貸款資助，嚴重加大了社會財政壓力。

### 資料來源
註：參考語言以英文為主。
1. ↑  .   [2012-12-12]. （原始内容存档于2015-03-13）.
2. 1 2 3 4  . 2013  [09-05-2013]. （With Gorgeous Dorms But Little Cash, Colleges Must Adapt 原始内容 请检查|url=值 (帮助)存档于2021-01-23）.
3. ↑  . ies.   [2013-06-27]. （原始内容存档于2021-03-19）.
4. ↑  . ies.   [2013-06-27]. （原始内容存档于2021-03-24）.
5. ↑  . United States Census Bureau. 2006. （Educational Attainment 原始内容 请检查|url=值 (帮助)存档于2020-02-12）.
6. ↑  Beth Frerking. . The New York Times. 2007-04-22  [09-07-2013]. （原始内容存档于2021-03-09）.
7. ↑  . Carnegie Foundation for the Advancement of Teaching.   [2007-03-20]. （原始内容存档于2007-06-13）.
8. ↑  . The National Bureau for Economic Research.   [2013-06-27]. （原始内容存档于2020-08-17）.
9. ↑  Yoder, Dezarae. . The Scribe (UCCS). 2013-02-25  [2013-06-27]. （原始内容存档于2021-04-14）.
10. ↑  . Mead, Edwin Doak (ed.). 1903: 465  [2013-06-28]. （The Old South Leaflets 原始内容 请检查|url=值 (帮助)存档于2020-08-31）.
11. ↑   (PDF). January 2007  [2013-06-29]. （原始内容 (PDF)存档于2011-12-13）.
12. ↑  . Archives.upenn.edu.   [09-12-2010]. （原始内容存档于2010-01-02）.
13. ↑  John R. Thelin. . 2004: 1-40.
14. ↑  Lawrence A. Cremin. . 1970.
15. ↑  Frederick Rudolph. . 1991: 3-22.
16. ↑  Anton-Hermann Chroust. . 1965.
17. ↑  Genevieve Miller. . Clio Medica. 1976: 135-146.
18. ↑  . Jacob Ernest Cooke, ed. 1992.
19. ↑  Michael Katz. . 1983: 215-223.
20. ↑  Colin B. Burke. . New York University Press. 1982.
21. ↑  Peter Dobkin Hall. . New York University Press. 1982.
22. ↑  PETER VAN BUSKIRK. . US News and World Report.   [09-07-2013]. （原始内容存档于2019-12-02）.
23. ↑  . States News Service via Highbeam Research. 2010-10-20  [2012-08-31]. （原始内容存档于2015-09-24）.
24. 1 2  . UNESCO Institute for Statistics. 2012  [10-07-2013]. （原始内容存档于2016-05-16）.
25. ↑  Marklein, Mary Beth. . USA Today. 2009-11-16: 5D. （原始内容存档于2011-02-16）.
26. ↑  Marklein, Mary Beth. . Melbourne, Florida: Florida Today. 2010-11-14: 4A. （原始内容存档于2016-03-05）.
27. ↑  . UNI. in the USA and Beyond. 2012  [10-07-2013]. （原始内容存档于2013-09-23）.
28. ↑  Marklein, Mary Beth. . Melbourne, Florida: Florida Today. 15 November 2010: 4A.
29. 1 2  College Board. . . New York: College Board. 2007.
30. ↑  Jennifer Levitz; Scott Thurm, , The Wall Street Journal, 2012-12-20: A1;A16
31. ↑  Lederman, Doug. . Inside Higher Ed. 2013-01-22  [01-04-2013]. （原始内容存档于2019-08-23）.
32. ↑  . National Public Radio.   [09-05- 2012]. （原始内容存档于2020-12-21）.
33. ↑  . HUFF POST.   [2013-07-26]. （原始内容存档于2016-03-11）.
34. ↑  Bowman, Nicholas and Michael Bastedo.  (PDF). 2010-06-29  [04-09-2013]. （personal.umich.edu 原始内容 请检查|url=值 (帮助) (PDF)存档于2021-03-08）.
35. ↑  Jaschik, Scott. . Inside Higher Ed. 2007-06-20  [2013-09-04]. （原始内容存档于2021-04-12）.
36. 1 2  . Annapolis Group. 2007-06-19  [2013-09-04]. （原始内容存档于2007-06-26）.
37. ↑  Morse, Robert. . U.S. News and World Report. 2007-06-22  [2013-09-04]. （原始内容存档于2007-07-02）.
38. ↑  Carnevale, Anthony; Jeff Strohl & Michelle Melton. . Georgetown University. 2011-05-24  [11-07-2011]. （原始内容存档于2011-08-10）.
39. ↑  Marcus, Jon. . Hechinger Report. Teachers College at Columbia University. 2013-02-26  [02-06-2013]. （原始内容存档于2013-03-07）.
40. 1 2  Chen, R., & St. John, E. P. . 82(5), 629-660. Journal Of Higher Education. 2011.
41. ↑  M. (2008). "Emerging from the Pipeline: African American Students, Socioeconomic Status, and College Experiences and Outcomes". Research In Higher Education, 49(3), 237-255. doi:10.1007/s11162-007-9079-y
42. 1 2 3  Rowan-Kenyon, H. T. (2007). "Predictors of Delayed College Enrollment and the Impact of Socioeconomic Status". Journal Of Higher Education, 78(2), 188-214.
43. 1 2 3  Aud, S., Hussar, W., Kena, G., Bianco, K., Frohlich, L., Kemp, J., Tahan, K. (2011). The Condition of Education 2011 (NCES 2011-033). U.S. Department of Education, National Center for Education Statistics. Washington, DC: U.S. Government Printing Office.
44. ↑  Walpole, M. (2008). Emerging from the Pipeline: African American Students, Socioeconomic Status, and College Experiences and Outcomes. Research In Higher Education, 49(3), 237-255. doi:10.1007/s11162-007-9079-y
45. ↑  Rubin, M. (2012). Social class differences in social integration among students in higher education: A meta-analysis and recommendations for future research. Journal of Diversity in Higher Education, 5, 22-38. doi:10.1037/a0026162
46. 1 2 3  
Zota, S. (2009, Spring/Summer). Unauthorized immigrants' access to higher education: fifty states, different direction. Popular Government, 74(3), 46-54. Retrieved from http://sogpubs.unc.edu/electronicversions/pg/pgspsm09/article7.pdf （页面存档备份，存于）
47. 1 2  Harmon, C., Carne, G., Lizardy-Hajbi, K., & Wilkerson, E. (2010, April 1). 'Access to higher education for undocumented students: "Outlaws" of social justice, equity, and equality'. Journal of Praxis in Multicultural Education, 5(1), 67-82. Retrieved from .   [2011-12-05]. （原始内容存档于2012-04-25）.
48. ↑  Vedder, Richard. . American Enterprise Institute. July 2004. （原始内容存档于2009-04-19）.
49. ↑  Robert E. Wright, Fubarnomics: A Lighthearted, Serious Look at America's Economic Ills (Buffalo, N.Y.: Prometheus, 2010).
50. ↑  Schumpeter. . The Economist. December 10, 2011  [2011-12-23]. （原始内容存档于2017-10-17）. ex-students have debts approaching $1 trillion.
51. ↑  John Lauerman and Esmé E. Deprez, "Apollo, Education Shares Plunge on Enrollment Outlook" Bloomberg Oct. 14, 2010 （页面存档备份，存于）

### 延伸閱讀
- Barrow, Clyde W.  Universities and the Capitalist State: Corporate Liberalism and the Reconstruction of American Higher Education, 1894–1928, University of Wisconsin Press 1990
- Bogue, E. Grady and Aper, Jeffrey.  Exploring the Heritage of American Higher Education: The Evolution of Philosophy and Policy. Oryx, 2000. 272 pp.
- Brint, S., & Karabel, J. The Diverted Dream: Community colleges and the promise of educational opportunity in America, 1900–1985. Oxford University Press. (1989).
- Carney, Cary Michael.  Native American Higher Education in the United States. Transaction, 1999. 193 pp.
- Cohen, Arthur M. (1998). The Shaping of American Higher Education: Emergence and Growth of the Contemporary System.  San Francisco:  Jossey-Bass.
- Eisenmann, Linda.  Higher Education for Women in Postwar America, 1945-1965. Johns Hopkins U. Press, 2006. 304 pp.
- Faragher, John Mack and Howe, Florence, ed.  Women and Higher Education in American History. Norton, 1988. 220 pp.
- Frye, John H.  The Vision of the Public Junior College, 1900-1940: Professional Goals and Popular Aspirations. Greenwood, 1992. 163 pp.
- Geiger, Roger L., ed.  The American College in the Nineteenth Century.  Vanderbilt University Press.  (2000). online review
- Geiger, Roger L.  To Advance Knowledge: The Growth of American Research Universities, 1900-1940.  Oxford University Press.  (1986).
- Geiger, Roger L.  Research and Relevant Knowledge: American Research Universities Since World War II. Oxford University Press.  (2001).
- Gleason, Philip.  Contending with Modernity: Catholic Higher Education in the Twentieth Century. Oxford U. Press, 1995. 434 pp.
- Gould, Jon B. How to Succeed in College (While Really Trying). Chicago: University of Chicago Press, 2012. 192 pp. excerpt （页面存档备份，存于）
- Horowitz, Helen L. Campus life: Undergraduate cultures from the end of the eighteenth century to the present. (1987).
- Ihle, Elizabeth L., ed.  Black Women in Higher Education: An Anthology of Essays, Studies, and Documents.  Garland, 1992. 341 pp.
- Jarausch, Konrad H., ed.  The Transformation of Higher Learning, 1860-1930. U. of Chicago Press, 1983. 375 pp.
- Kerr, Clark.  The Great Transformation in Higher Education, 1960-1980. State U. of New York Press, 1991. 383 pp.
- Leahy, William P.  Adapting to America: Catholics, Jesuits, and Higher Education in the Twentieth Century. Georgetown U. Press, 1991. 187 pp.
- Levine, D. O. The American college and the culture of aspiration, 1915–1940. (1986).
- Lucas, C. J. American higher education: A history. (1994).
- Robson, David W.  Educating Republicans: The College in the Era of the American Revolution, 1750-1800. Greenwood, 1985. 272 pp.
- Ruben, Julie.  The Making of the Modern University: Intellectual Transformation and the Marginalization of Morality.  University Of Chicago Press.  (1996).
- Rudolph, Frederick. The American College and University: A History (1991), a standard survey
- Thelin, John R.  A History of American Higher Education. Johns Hopkins U. Press, 2004. 421 pp.
- Veysey Lawrence R. The emergence of the American university. (1965).